# Transkriptionsfaktor IID
Der Transkriptionsfaktor IID (TFIID) ist ein DNA-bindender Proteinkomplex im Zellkern von Eukaryoten, der für die Transkription fast aller durch RNA-Polymerase II abgelesenen proteincodierenden Gene notwendig ist. TFIID bildet mit anderen Transkriptionsfaktoren den Präinitiationskomplex. Im Besonderen sorgt er für die exakte Positionierung bei der Ablesung.
TFIID besteht je nach Organismus aus bis zu zwei Dutzend einzelner Proteine: dem TATA-Box-Bindungsprotein (TBP) und mehreren TAFs (TBP-associated factors). Der Gesamtkomplex, der vor der Transkription fertiggestellt wird, bindet mit TBP an die TATA-Box im Kernpromotor des Gens. Im Fall, dass keine TATA-Box vorhanden ist, ermöglichen TAFs die Bindung an den Promotor. Die TBP-TATA-Bindung führt zu einer 80-Grad-Verbiegung der DNA, die die weitere Bindung des Transkriptionsfaktors TFIIA ermöglicht.
Kernmitglieder von TFIID, die bei allen Wirbeltieren vorkommen, sind (menschliches Gen/Protein): TBP (UniProt P20226), TAF1 (UniProt P21675), TAF4 (UniProt O00268), TAF4B (UniProt Q92750), TAF5 (UniProt Q15542), TAF6 (UniProt P49848), TAF9 (UniProt Q16594), TAF10 (UniProt Q12962), TAF11 (UniProt Q15544).